# 적극조치공작

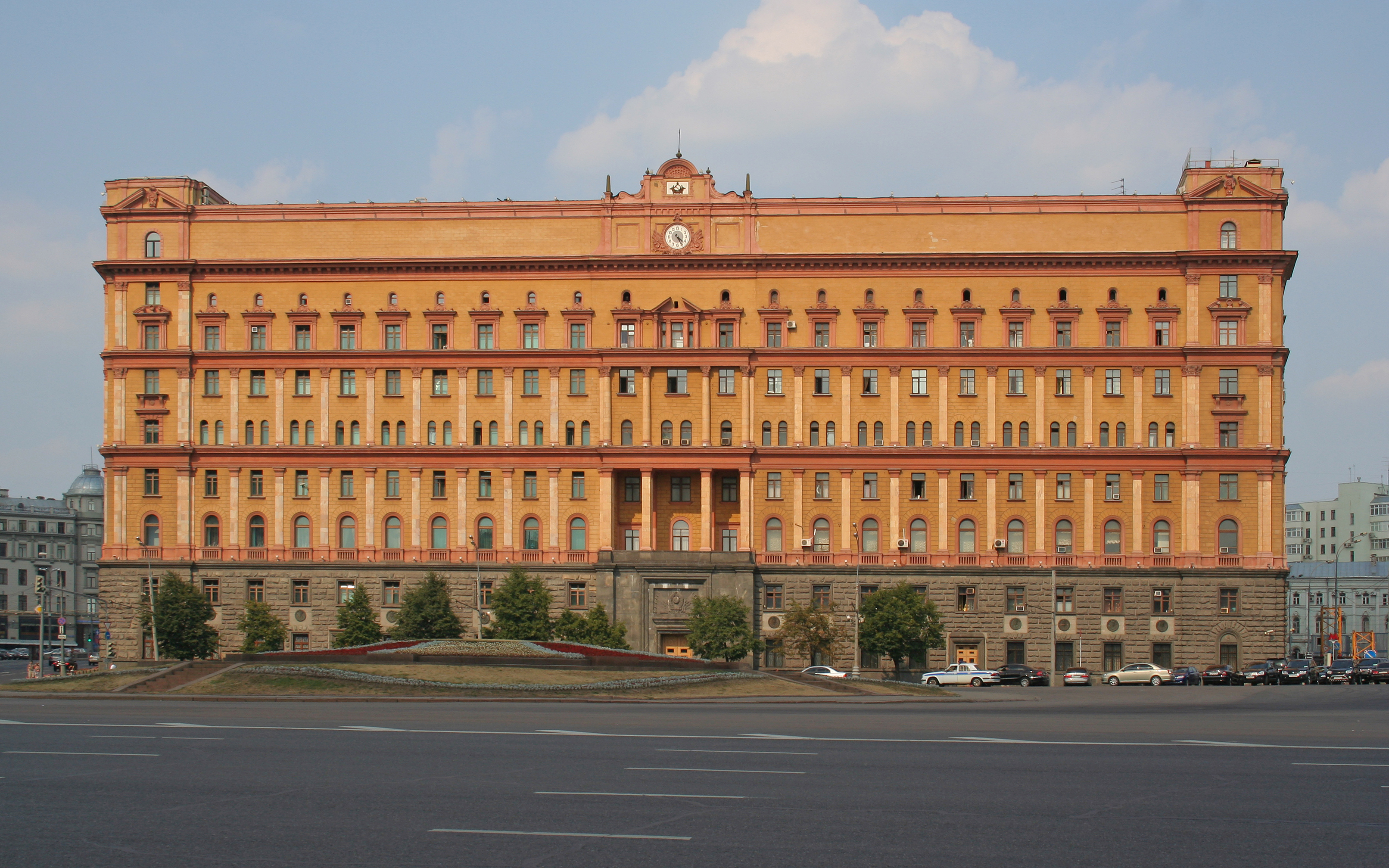
KGB 및 FSB의 청사로 사용된 루비안카 빌딩

적극조치공작(러시아어: активные мероприятия)은 소련과 러시아 연방이 수행하는 정치전을 일컫는 용어이다. 1920년대에 만들어진 이 용어는 소련과 러시아 정부가 외교 정책 목표 달성을 위해 수행한 간첩 활동, 선전, 방해 공작 및 암살과 같은 작전을 포함한다. 블라디미르 푸틴 정부는 적극조치공작을 현재도 활용 중이다.

## 설명
소련과 러시아의 보안국과 비밀 경찰 조직 (체카, OGPU, NKVD, KGB, FSB)은 정보 수집 및 분석과 세계 정세에 대한 영향력 행사를 위해 적극조치공작을 활용했다. 여론 조작뿐만이 아니라 다양한 강도의 폭력이 수반되는 "특별 조치"까지 모두 적극조치공작에 포함된다. 1920년대부터 소련 국내외에서 모두 사용되었다.
적극조치공작의 예로는 표면 단체 (예: 세계 평화 평의회), 외국의 공산주의, 사회주의 정당, 제3세계의 독립운동 등의 설립 및 지원이 있다. 지하조직, 반군, 범죄조직, 테러 조직을 지원하는 것도 포함된다. 공문서 위조, 암살, 반체제 인사 탄압과 같은 정치적 탄압도 적극조치공작의 일환으로 행해졌다. 동구권 국가의 정보 기관도 이와 같은 작전에 협조했다.
KGB의 전 대외방첩부장(1973-1979)이었던 올렉 칼루긴(Oleg Kalugin) 은 적극조치공작을 "소련 정보 기관의 심장이자 정신"이라고 평했다.

## 적용

### 게릴라 단체 및 테러 조직 지원
소련의 첩보 기관은 "전 세계 게릴라의 교관"으로 불린다. 동구권의 비밀경찰 간부 이온 파체파에 따르면, KGB 장군 알렉산드르 사하로프스키는 "오늘날의 세계에서 핵무기가 [재래식] 군사력을 쓸모없게 만들었기 때문에 테러리즘이 우리의 주요 무기가 되어야 한다."라고 말한 적이 있다. 사하로브스키는 또한 "항공기 납치는 내 발명품" 이라고 주장했다. 1969년 한 해에만 KGB의 지원을 받은 PLO가 전 세계적으로 82대의 비행기를 납치했다.

### 정권 수립 및 교체
제2차 세계 대전 이후 소련의 정보 기관은 동유럽, 중화인민공화국, 북한, 그리고 나중에는 아프가니스탄에 괴뢰 공산주의 정권를 수립하는 데 중요한 역할을 했다. 권 수립을 위해 사용된 전략으로는 대규모의 정치적 억압과 각 점령국에 소련 정보기관에 종속된 비밀경찰 조직을 설립하는 것 등이 있다.

### 정치인 암살
아프가니스탄의 제 2대 대통령 하피줄라 아민은 소련-아프가니스탄 전쟁 발발 전인 1979년에 KGB에 의해 살해되었다. 체첸 분리주의자들이 조직한 미승인 국가 이치케리아 체첸 공화국의 대통령들이었던 조하르 두다예프, 젤림한 얀다르비예프, 아슬란 마스하도프, 아브둘할림 사둘라예프는 FSB와 FSB 산하 세력에 의해 살해되었다.
다른 유명한 암살으로는 NKVD에 의한 러시아 공산주의자 레프 트로츠키와 불가리아 출신 작가 게오르기 마르코프의 살인 사건이 있다.

### 정치운동 지원
러시아 정보총국(GRU) 출신 망명자 스타니슬라프 루네프에 따르면, GRU는 베트남 전쟁 관련 반전 운동 지원에 10억 달러 이상을 지출했다.
1940년대 후반 소련 공산당의 지령에 따라 세계 평화 평의회가 설립되었다. 이 단체는 40년 이상 서방, 주로 미국의 군사적 행동에 반대하는 캠페인을 벌였다. 공산주의자의 통제를 받거나 영향을 받은 많은 조직이 세계 평화 평의회와 제휴 관계를 맺었다.

### 미국 관련 공작
- 거짓 쿠 클럭스 클랜 편지를 우편으로 발송하고 뉴욕의 흑인 거주 구역에 폭발물 소포를 발송해 미국 내에서 인종간 갈등 조장(작전명 PANDORA)[13]
- 존 F. 케네디 와 마틴 루터 킹 주니어가 모두 CIA에 의해 암살당했다는 음모론 배포[14][15][16][17]
- 1975년 중동에서 KGB는 지난 10년 동안 CIA의 암살 시도의 희생자의 수가 전 세계 정치인 45명에 이른다고 주장[16]
- 미국 내의 여론이 엘살바도르 정부에 대한 미국의 군사 지원을 부정적으로 인식하게 만듦.  군사 지원에 반대하는 약 150개의 위원회를 만들고 미국 상원의원들과 접촉[16]
- 수돗물 불소화 사업이 실제로는 미국 정부의 국민 통제를 위한 것이라는 음모론 퍼트림[14]
- 미국 생화학 연구소 포트 데트릭에서 근무하는 과학자들이 에이즈를 만들었다는 음모론 주장[18]

KGB 통계에 따르면 1974년 1년간 CIA를 대상으로 250개가 넘는 적극조치공작이 사용되었으며, 이로 인해 미디어, 의회 청문회, 시위, 전 세계 주요 정치인의 연설을 통해 CIA의 권력 남용이 비판의 대상이 되었다. 이러한 비판은 사실을 기반으로 한 경우도 있었으나 대부분 KGB에 의해 조작된 증거를 토대로 이루어졌다.

## 역효과
소련의 정보 기관은 적극조치공작의 일환으로 적국의 의사 결정을 왜곡하기 위해 허위 정보를 자주 퍼뜨렸다. 그러나 때때로 이 정보가 KGB 요원을 통해 다시 KGB 내부로 유입되어 첩보 내용에 거짓 정보가 포함되기도 하였다.

## 러시아 연방의 적극조치공작
소련 붕괴 이후 러시아 연방에서는 냉전기 전술을 기반으로 한 적극조치공작이 계속 사용되었다. 2014년 크림반도 강제 합병 이후, 러시아 공영 매체는 우크라이나 정부 관련 허위 정보를 퍼뜨렸다. 2014년 7월, 말레이시아 항공 17편이 우크라이나 동부 상공에서 러시아 미사일에 격추되어 승객 298명이 전원 사망하자, 러시아의 공영 매체와 댓글부대는 우크라이나가 비행기를 격추했다고 주장하며 허위 정보를 퍼뜨렸다.
러시아는 영국의 EU 탈퇴, 2016년 미국 대선 등에 개입하고, 서방의 극좌 세력을 지원 중이라는 의혹을 받고 있으며, 서방의 극우 세력을 지원하고 있다. 이는 서방 민주주의를 공격하려는 시도로 해석된다.
인터넷, 특히 소셜 네트워크 서비스는 러시아의 적극조치공작의 확대를 야기했다. 2013년에 러시아 정부 산하 조직인 인터넷 연구 기관(IRA)이 설립되었다. 이 기관은 인터넷을 통해 가짜 정보를 퍼트리고 있으며, 이 기관의 가장 유명한 작전은 2016년 미국 대선 개입에 가담한 것이다. 미국 하원 정보위원회에 따르면, 2018년까지 최소 1억 2,600만 명의 미국 페이스북 사용자가 IRA가 생성한 콘텐츠를 접했고, 1,140만 명의 미국 페이스북 사용자가 IRA가 제작한 정치적 분열을 조장하는 광고를 접했다. IRA가 작성한 트윗은 약 2억 8,800만 명의 미국 사용자가 접했다. 위원장인 애덤 시프에 따르면, "[러시아] 소셜 미디어 캠페인은 다양한 정치적 안건에 대한 과격한 입장을 부추겨 미국에 분란을 조장한다는 러시아 정부의 목적을 달성하기 위해 고안되었다. 러시아는 가짜 계정, 페이지, 커뮤니티를 짜깁기하여 정치적 콘텐츠와 영상을 퍼뜨리고 진짜 미국인들이 온라인 청원에 서명하고 집회와 시위에 참여하도록 유도했다."